# ロシマール・アマンシオ
ビル（Bill）こと、ロシマール・アマンシオ（ポルトガル語: Rosimar Amâncio、1984年6月2日 - ）は、ブラジル・ペルナンブーコ州サン・ロウレンソ出身のサッカー選手。ポジションはフォワード。
Kリーグ時代の登録名はビル（ハングル: 빌）。

## クラブ歴
レッドブル・ブラガンチーノでキャリアをスタートさせ、2008年に中国サッカー・甲級リーグの上海申鑫足球倶楽部に期限付き移籍をした。
その後ブラジルに戻り、2009年7月にコリンチャンスに移籍したが、トップチームでプレーすることができず、翌年にはコリチーバに期限付き移籍をした。
その後もコリンチャンスに戻ったが、またもや出場機会が与えてもらえず、不遇な時期を過ごした後、サントスFCと2年契約を結んだ。

## タイトル
コリチーバFC
- カンピオナート・パラナエンセ(2)：2010, 2011

サントスFC
- レコパ・スダメリカーナ(1)： 2012

チェンライ・ユナイテッドFC
- タイ・リーグ1(1)： 2019
- タイFAカップ(2)：　2018, 2020-21
- タイ・リーグカップ(1)： 2018
- タイ・チャンピオンズカップ(1)： 2020